# Shigeru Ban
Shigeru Ban (坂 茂, Ban Shigeru) (Tòquio, 1957) és un arquitecte japonés.

## Biografia de Shigeru Ban
Estudià al Southern Califòrnia Institute of Architecture (SCI-Arc) de Califòrnia entre 1977 i 1980. Després continuà els estudis en la Cooper Union School of Architecture, entre els anys 1980 i 1984 sota la tutela de John Hejduk. Durant aquesta època va treballar un any en l'estudi d'Arata Isozaki entre 1982 i 1983. Fins que l'any 1985 obrí el seu estudi d'arquitectura a Tòquio.
En una visita a sa mare al Japó, ella li va demanar que li construïra una casa. D'aleshores ençà els projectes s'anaren succeint al seu país. Sol considerar-se-li un arquitecte tradicional japonès, malgrat que no estudià al seu país i va créixer en una casa d'estil occidental. El seu interès per l'arquitectura japonesa es va despertar als Estats Units.
La seua obra es caracteritza per l'ús de materials no convencionals, com ara paper o plàstics. Ell mateix diu que intenta evitar els detalls sofisticats. La primera edificació d'aquesta sèrie de construccions fetes de tubs de paper fou el Paper Arbor del 1989. En aquesta construcció els tubs de paper s'usaren estructuralment com a columnes circulars. Quaranta-vuit d'aquests tubs foren tractats amb substàncies impermeabilitzants; després es col·locaren en una base prefabricada amb entrades per a aquests tubs.
El 1995 el terratrèmol de Kōbe deixà moltes persones sense casa durant alguns mesos. Ban en contribuí a alleujar la situació d'una manera econòmica i ràpida: dissenyà La casa de paper i L'església de paper (temple de Takatori).
També ha construït habitatges d'emergència en llocs com l'Índia o Turquia.
La revista Time l'ha definit com un dels personatges del món actual.
El 1994, en veure la situació a Rwanda, proposà a l'ONU la construcció de tendes utilitzant tubs de cartró en comptes d'elements metàl·lics. Segons Shigeru Ban, la motivació de construir en cartró radica en dos motius: l'alt grau de desforestació, que es devia en part a la construcció de refugis, i evitar la utilització d'elements metàl·lics (que poden ser venuts). El projecte es realitzà al 1998 amb la construcció de 50 tendes.
Al costat de Rafael Viñoly formà l'equip Think, que va presentar un projecte per a la construcció de les noves torres del World Trade Center a la ciutat de Nova York.
El març de 2014 Shigeru Ban va ser anunciat com a guanyador del Premi Pritzker, i era el setè arquitecte japonès a rebre el guardó. El jurat va declarar que havia triat Ban pel seu ús innovador dels materials i els seus esforços humanitaris arreu del món, citant que era "un professor compromès que no sols representa un model a seguir per a la generació més jove, sinó també una font d'inspiració".

## Projecte Nepal
Al 2015, Ban començà un projecte per reconstruir llars a les víctimes del terratrèmol del Nepal d'aquell any. Les estructures de les cases són de fusta emmarcada i construïdes completament amb parets de maó. Les cases es construïren ràpidament i fàcilment. A més, els nepalesos poden usar-les per a moltes altres finalitats, com escoles.

## Projectes com a arquitecte
- 1987
  - Vil·la K

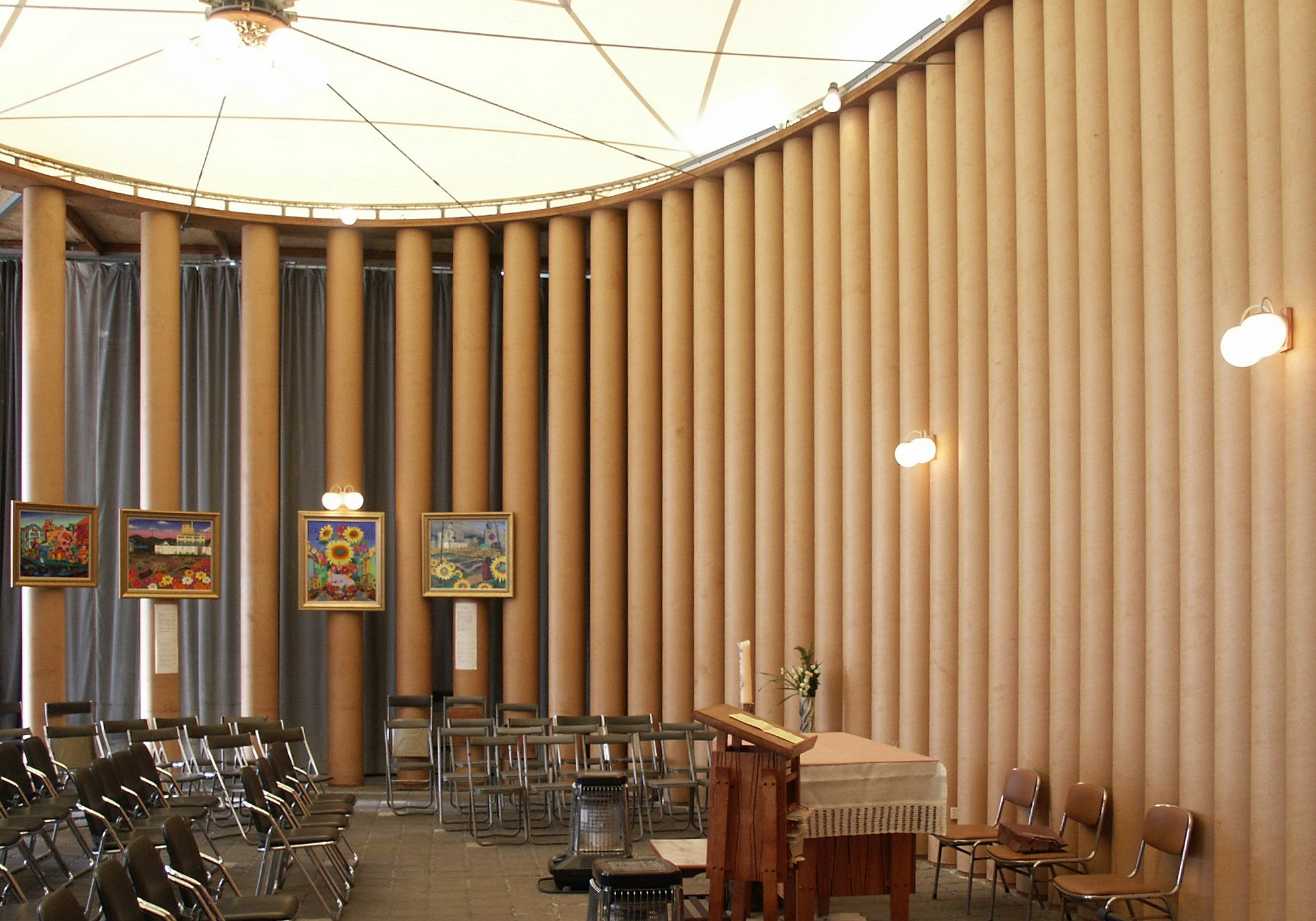
Església catòlica de Takatori: l'estructura és feta amb tubs de cartró. L'església fou inicialment construïda a Kōbe després del terratrèmol de Hanshin-Awaji el 1995. Encara que després fou desmantellada i donada a Taiwan per a la seua reconstrucció el 2008

Situada a Chino, Nagano, Japó. Aquesta casa és formada per tres parets; l'estructura té una teulada inclinada en forma de triangle equilàter.
- 1992
  - Housing at Shakujii Park

Edifici d'oficines a Nerima-Ku, Tòquio.
- 1994
  - House of a dentist

Planta rectangular de 26 per 59 peus, situada a Setagaya-Ku, Tòquio.
- 1995
  - La casa paret cortina
  - Projecte de la casa de paper
  - L'església de paper
- 2000
  - Naked House (Kawagoe)
  - Pavelló Japonès per a l'Expo 2000 a Hannover
- 2002
  - Picture Window House, Izu, Shizuoka, Japó.
- 2003
  - Guanya el concurs per al Centre Pompidou-Metz (França)
- 2005
  - Museu Nòmada (2005 - 2009)
- 2010
  - Centre Pompidou-Metz
  - Vil·la Vista, Weligama, Sri Lanka.

## Projectes com a dissenyador
- 1998
  - La col·lecció de mobles anomenada "The Carta" es caracteritza per tubs de paper o cartró utilitzats en l'elaboració per Cappellini.
- 1986
  - Shigeru Ban dissenya un espai d'exhibició semblant a un interior de l'arquitecte Alvar Aalto a la galeria Axis, Tòquio, Japó.
- 1993
  - Aquest any, Shigeru Ban dissenyà el sistema anomenat "L-Unit System". Aquesta col·lecció és feta en fusta en forma de "L" unida en un patró per formar cadires i taules. L'ús d'un sol tipus d'unitat facilita el transport dels mobles, els quals després s'utilitzarien per a moblar els seus propis projectes.

## Curiositats
Durant els anys 2008 i 2009 la fundació del Centre Pompidou permeté a Shigeru Ban construir una oficina temporal, realitzada en cartró i plàstic, a la terrassa del Centre Pompidou de París per així facilitar-li l'elaboració de la documentació necessària per al desenvolupament i la direcció d'obres del Centre Pompidou-Metz.